# مازينيو أوليفيرا
فالديمار أوريليانو دي أوليفيرا فيلو ، ويلقب مازينيو (بالبرتغالية: Mazinho‏) ، من مواليد 26 ديسمبر عام 1965 ، نشأ في ريو دي جانيرو البرازيلية، وهو لاعب كرة قدم محترف، لعب في البرازيل فترة وفي أوروبا وقبل أن ينهي مشواره الرياضي، أحترف في اليابان وعاد إلى نادي براغانتينو البرازيلي.

## وصلات خارجية
- مازينيو أوليفيرا على موقع رابطة كرة القدم اليابانية للمحترفين (اليابانية)
- مازينيو أوليفيرا على موقع قاعدة بيانات كرة القدم.إي يو (الإنجليزية)
- مازينيو أوليفيرا على موقع بيانات كرة القدم. دي إي (الألمانية)
- مازينيو أوليفيرا على موقع ناشيونال فوتبول تيمز (الإنجليزية)
- مازينيو أوليفيرا على موقع Soccerway.com (الإنجليزية)
- مازينيو أوليفيرا على موقع عالم كرة القدم.نت (الإنجليزية)

1. ↑  "Mazinho". worldfootball.net. مؤرشف من الأصل في 2011-09-17. اطلع عليه بتاريخ 2012-08-11.